# Stanhopea greeri
Stanhopea greeri là một loài thực vật có hoa trong họ Lan. Loài này được Jenny mô tả khoa học đầu tiên năm 2000.

## Hình ảnh

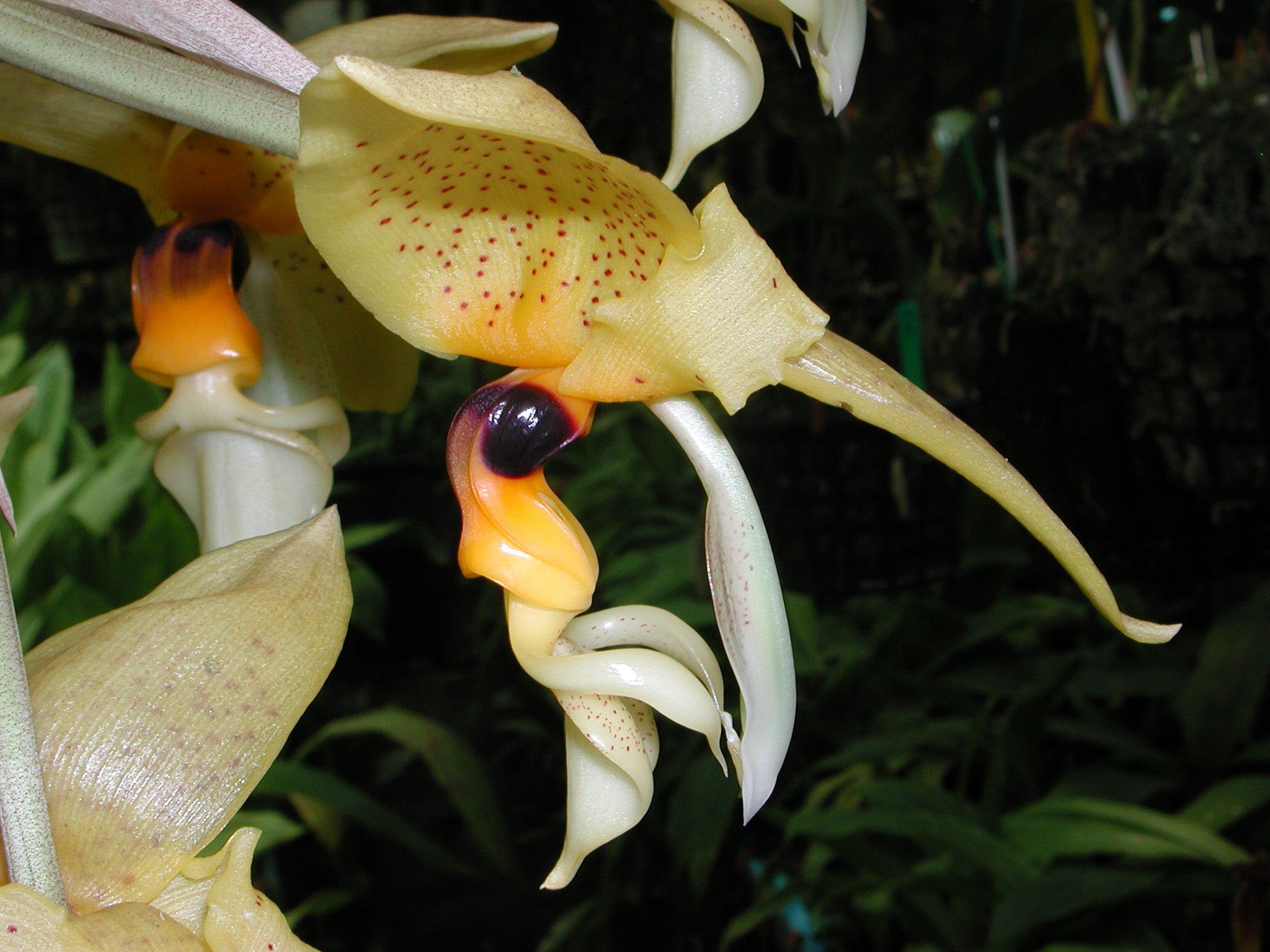
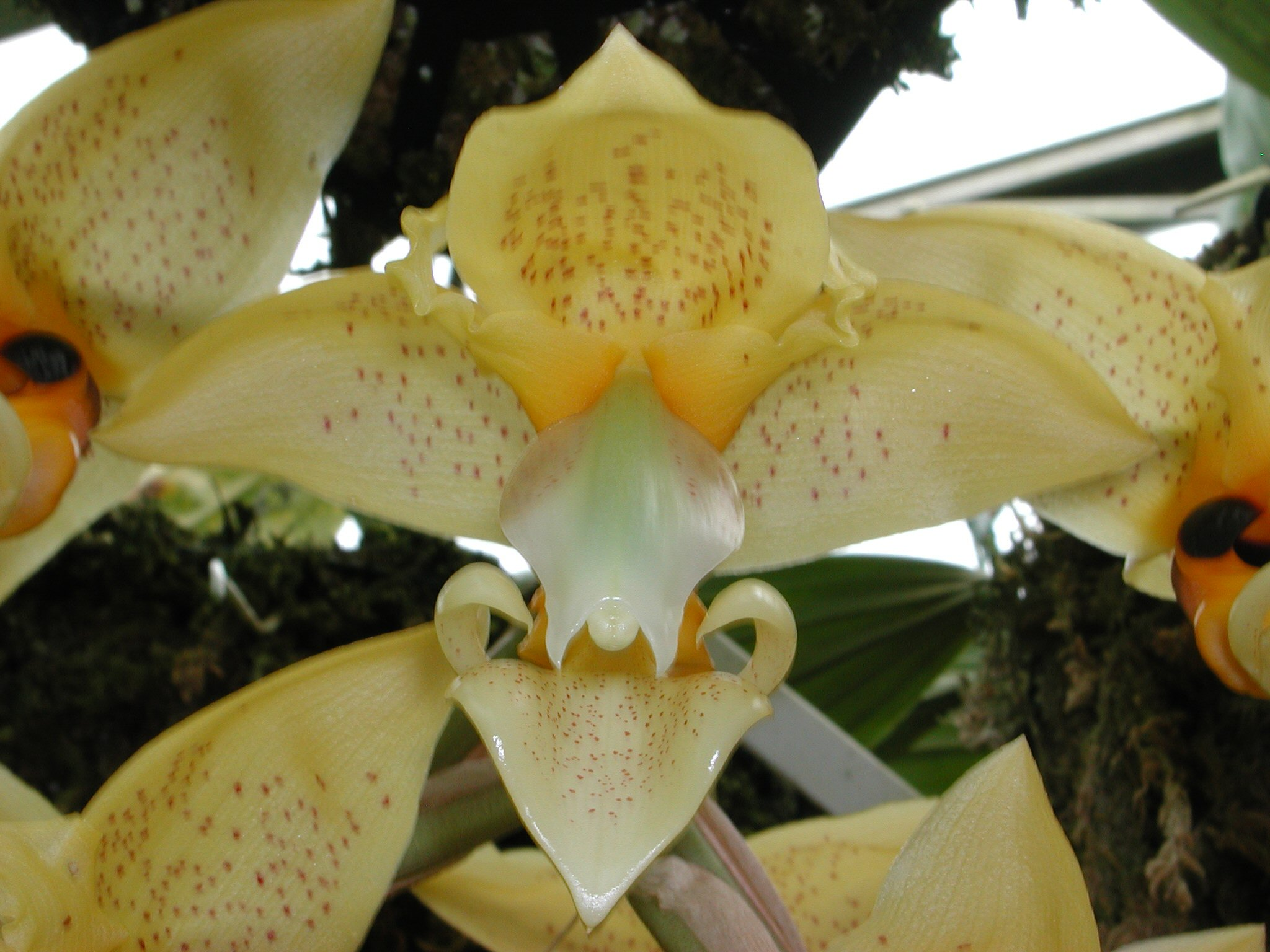